# Ридеринг
Ридеринг (њем. Riedering) општина је у њемачкој савезној држави Баварска. Једно је од 46 општинских средишта округа Розенхајм. Према процјени из 2010. у општини је живјело 5.378 становника. Посједује регионалну шифру (AGS) 9187167.

## Географски и демографски подаци
Ридеринг се налази у савезној држави Баварска у округу Розенхајм. Општина се налази на надморској висини од 493 метра. Површина општине износи 37,9 km². У самом мјесту је, према процјени из 2010. године, живјело 5.378 становника. Просјечна густина становништва износи 142 становника/km².